# 1999 en Israël
Chronologie d'Israël (en)
- 1995
- 1996
- 1997
- 1998
- 1999
- 2000
- 2001
- 2002
- 2003

Cette page concerne les évènements survenus en 1999 en Israël  :

## Évènement
- 28 janvier : Résolution 1223 du Conseil de sécurité des Nations unies (en)
- 17 mai : Élections générales
- 27 mai : Résolution 1243 du Conseil de sécurité des Nations unies (en)
- 30 juillet : Résolution 1254 du Conseil de sécurité des Nations unies (en)
- 4 septembre : Mémorandum de Charm el-Cheikh
- 24 novembre : Résolution 1276 du Conseil de sécurité des Nations unies (en)

## Sport
- Championnat d'Israël de football 1998-1999
- Championnat d'Israël de football 1999-2000

## Culture
- Organisation du Concours Eurovision de la chanson à Jérusalem.

### Sortie de film
- Aaron Cohen's Debt (en)
- Kadosh
- Love at Second Sight (en)
- Mivtza Savta (en)
- Sensation urbaine
- Un spécialiste, portrait d'un criminel moderne
- Autour de Yana

## Création
- Ale Yarok (parti politique)
- Ashkelon Sports Arena (en)
- MS Ashdod (club de football)

## Dissolution - Fermeture
- Beitar Ramla F.C. (en)
- Hapoel Ashdod F.C. (en)
- Hapoel Eilat F.C. (en)
- Hapoel Kiryat Malakhi F.C. (en)

## Décès
- Meir Ariel (en), chanteur et guitariste.
- Ted Arison, homme d'affaires.
- Bethsabée de Rothschild, philanthrope.
- Erez Gerstein (en), militaire.
- Hanoch Levin, dramaturge et metteur en scène.
- Nahum Stelmach, footballeur.